# Philips in Noord-Nederland

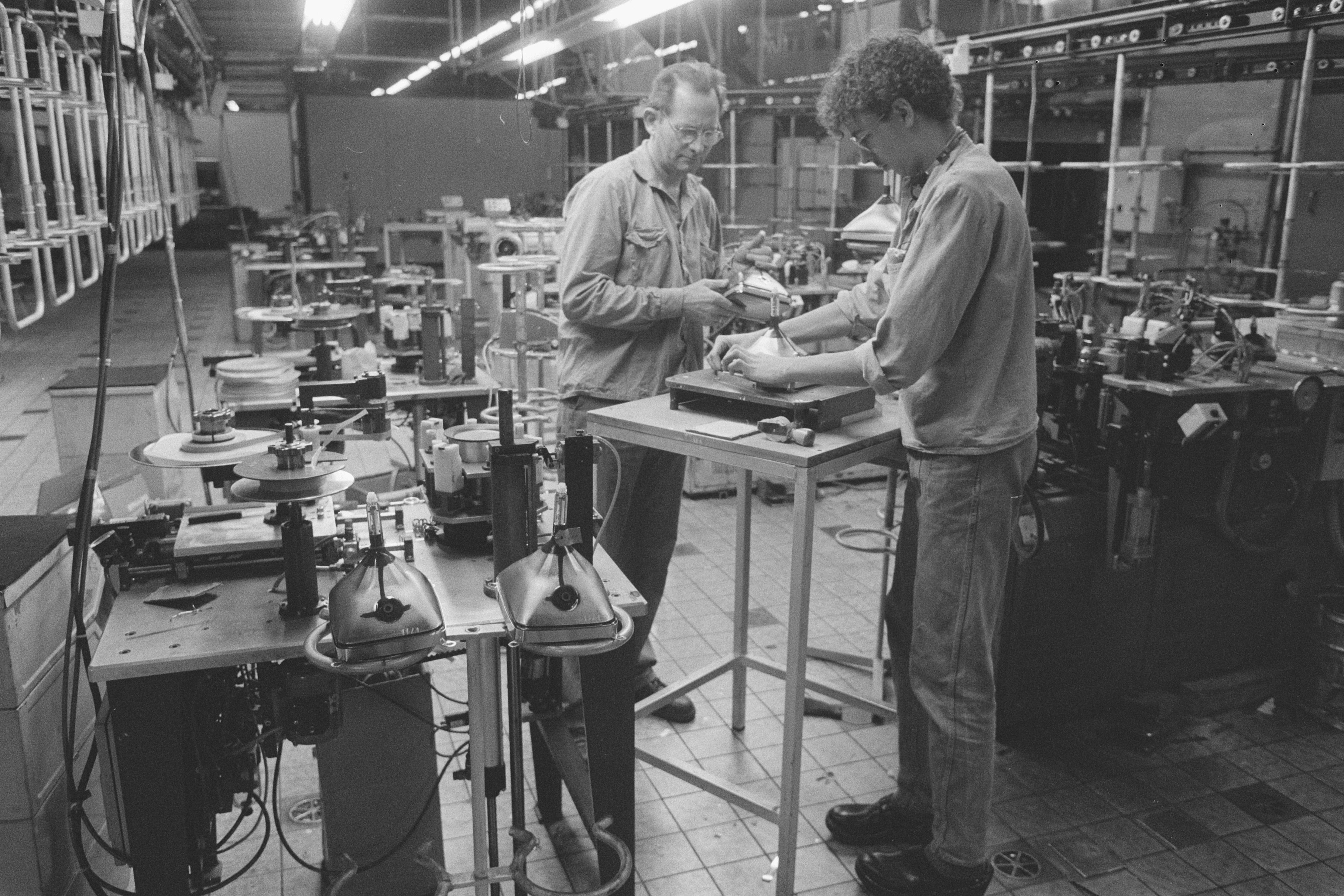
Philips-vestiging in Stadskanaal (1986)

Sinds het begin van de jaren 50 had de firma Philips een aantal vestigingen van Philips in Noord-Nederland.
Dit artikel geeft een kort overzicht van hun opkomst, bloei en neergang. Anno 2020 is de vestiging in Drachten de enige nog in bedrijf zijnde Philips-locatie in Noord-Nederland.

## Groningen
- 1960 - Start van de productie van gereedschappen en later strijkijzers en stofzuigers met een paar honderd man personeel.
- jaren 60 - Het wereldwijde hoofdkantoor van de divisie DAP (Domestic Appliances; huishoudelijke apparaten) verhuist naar Groningen.
- 1970 - Het personeel voor de productie van strijkijzers, stofzuigers en koffiezetters wordt uitgebreid naar 1000 personen.
- 1986 - De Philipsdirectie overweegt verplaatsing van DAP, maar breidt later het kantoor juist uit.
- 1987 - De productie van strijkijzers wordt verplaatst van Groningen naar Singapore, hiermee verdwijnen 200 banen.
- 1989 - De productie van koffiezetters verhuist naar Hoogeveen, de 540 overgebleven banen verhuizen mee.
- 2001 - Aankondiging van de verhuizing van het DAP-kantoor (200 man) naar Amersfoort. Hiermee komt een einde aan de vestiging Groningen.

## Leeuwarden
- 1961 - Verenigde Stofzuiger Fabriek (VSF) opgericht als 50/50 joint venture met Van der Heem. Dit bedrijf wordt in 1966 volledig overgenomen door Philips.
- jaren 70 - Omgedoopt tot Philips PTI. Productie van metaalwaren.
- jaren 80 - Nieuwe naam PTDSN.
- 1990 - Activiteiten overgedaan aan TPME. Schilderbedrijf Langhout neemt de spuiterij over.
- 1992 - Neways neemt de elektronicamontage-activiteit over van PME Leeuwarden en betrekt een deel van de fabriek.
- 1998 - Gebouw A van de oude Philipsvestiging volledig gestript en verbouwd tot nieuw kantoor van Wetterskip Fryslân. De rest van de gebouwen staat leeg of wordt gebruikt als winterstalling voor een circus.
- 2011 - Sloop van de rest van de oude vestiging ten behoeve van de bouw van de Elfstedenhal.

## Drachten
- 1950 - Op 13 november start van de productie van scheerapparaten. Voorlopig werd begonnen in het VVV-gebouw met een dertigtal meisjes. De gemeente Smallingerland zorgde voor de bouw van een hal aan de Oliemolenstraat. De komst van Philips naar Drachten bleek een groot succes, in groot tempo werd verdere uitbreiding tot stand gebracht. In 1954 kon al de vierde industriehal in gebruik worden genomen.[1]
- 1956 - Ingebruikname van een goederenspoorlijn naar Drachten op basis van een eerder aangelegde NTM-tramlijn naar Groningen. Deze goederenlijn werd al snel omgedoopt tot Philipslijn, omdat Philips voor het gros gebruikmaakte van de diensten. Uitbreidingen en aftakkingen van de lijn vonden plaats in 1967 (veemgebouw) en in 1972.[2]
- 1962 - Aanleg vliegveld Drachten, destijds airstrip voor de Drachtster Philips-vestiging.

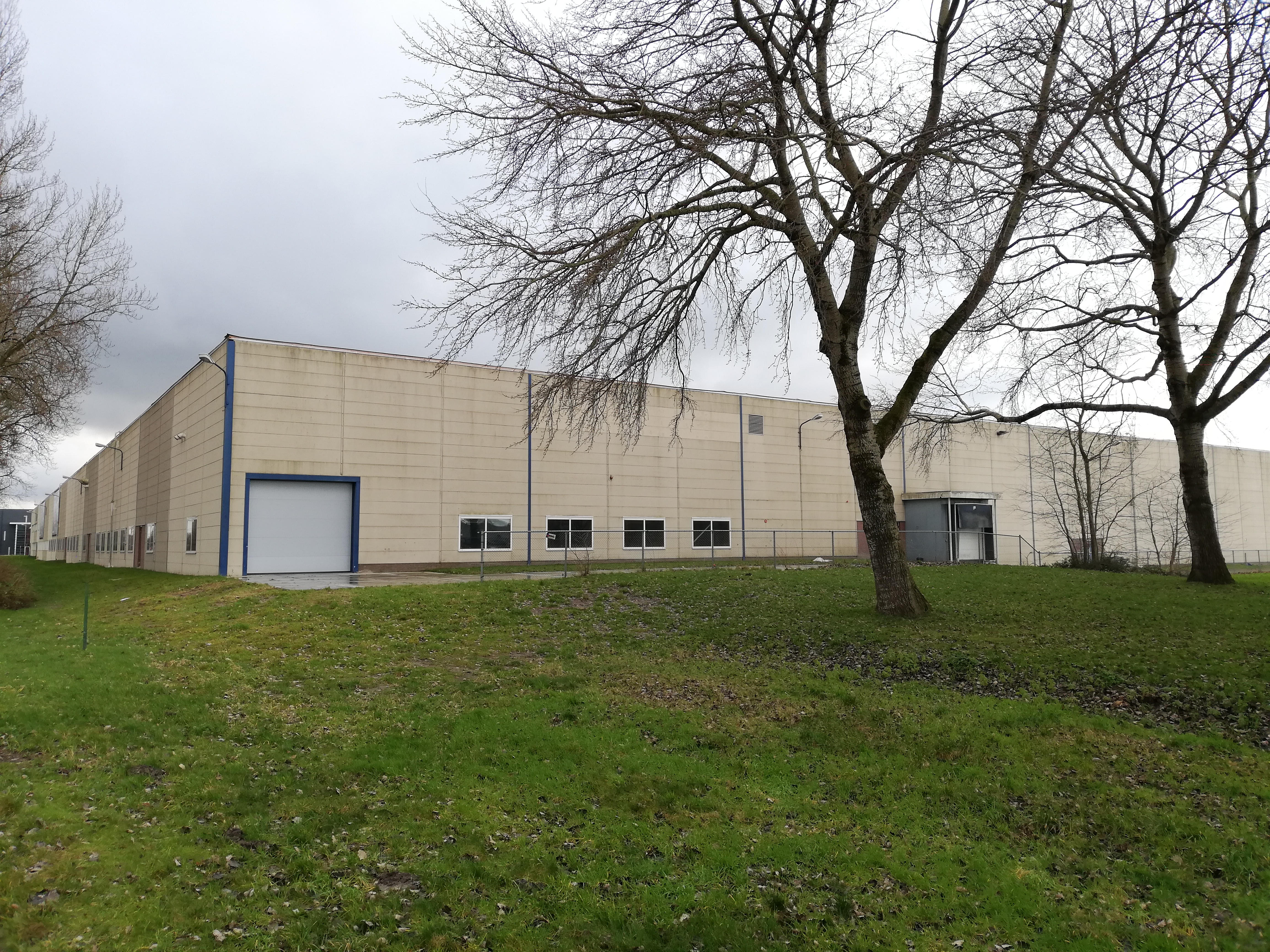
Voormalig veemgebouw van Philips aan de Tussendiepen in Drachten (2021)

- 1967 - Ingebruikname van het veemgebouw aan de westzijde van de Noorderhogeweg. Na het hoogtepunt in de jaren 70, toen bij Philips in Drachten circa 2500 werknemers in dienst waren, liep de personeelsbezetting later weer iets terug.[1]
- 2003 - Er wordt door 2000 man gewerkt aan de productie van scheerapparaten. Er zijn (nog) geen verhuis- of sluitingsplannen.
- 2003 (eind) - 200 banen verdwijnen door het verhuizen van een deel van de productie naar China.
- 2008 - Er is nog een enkele productielijn voor scheerapparaten, maar alle scheerhoofden worden nog in Drachten gemaakt. Drachten is kenniscentrum (R&D) voor de divisie Consumer Lifestyle. In totaal werken er 1450 mensen van wie 600 ingenieurs.
- 2014 - Philips richt met vijf andere Drachtster bedrijven het Innovatiecluster Drachten op.
- 2019 - Philips hevelt de productie van babyproducten van het Engelse Glemsford over naar Drachten.
- 2025 - Expositie naar aanleiding van het 75-jarige jubileum van Philips Drachten in het Museum Drachten.

## Hoogeveen
- 1956 - Start van de productie van mixers met 15 medewerkers.
- 1971 - Het personeel voor de productie van stofzuigers en mixers wordt opgevoerd naar 700 man.
- 1989 - De productie van koffiezetters verhuist van Groningen naar Hoogeveen, de vestiging groeit naar 1050 man.
- 1997 - Een deel van de productie wordt verplaatst naar Polen, met een verlies van 500 banen.
- 2001 - De hele productie van stofzuigers en mixers wordt verplaatst naar Polen. 235 mensen worden ontslagen. Er blijven 225 banen over bij het ontwikkelingscentrum.
- 2004 - Na veel (en moeizame) onderhandelen slagen de vakbonden er in een sociaal plan uit het vuur te slepen voor de laatste 109 werknemers. Philips heeft aangekondigd dat de fabriek in 2005 sluit en dat de productie wordt overgebracht naar het Poolse Białystok.
- 2008 - De ontwikkelafdeling met 150 mensen wordt overgebracht naar Drachten.

## Winschoten

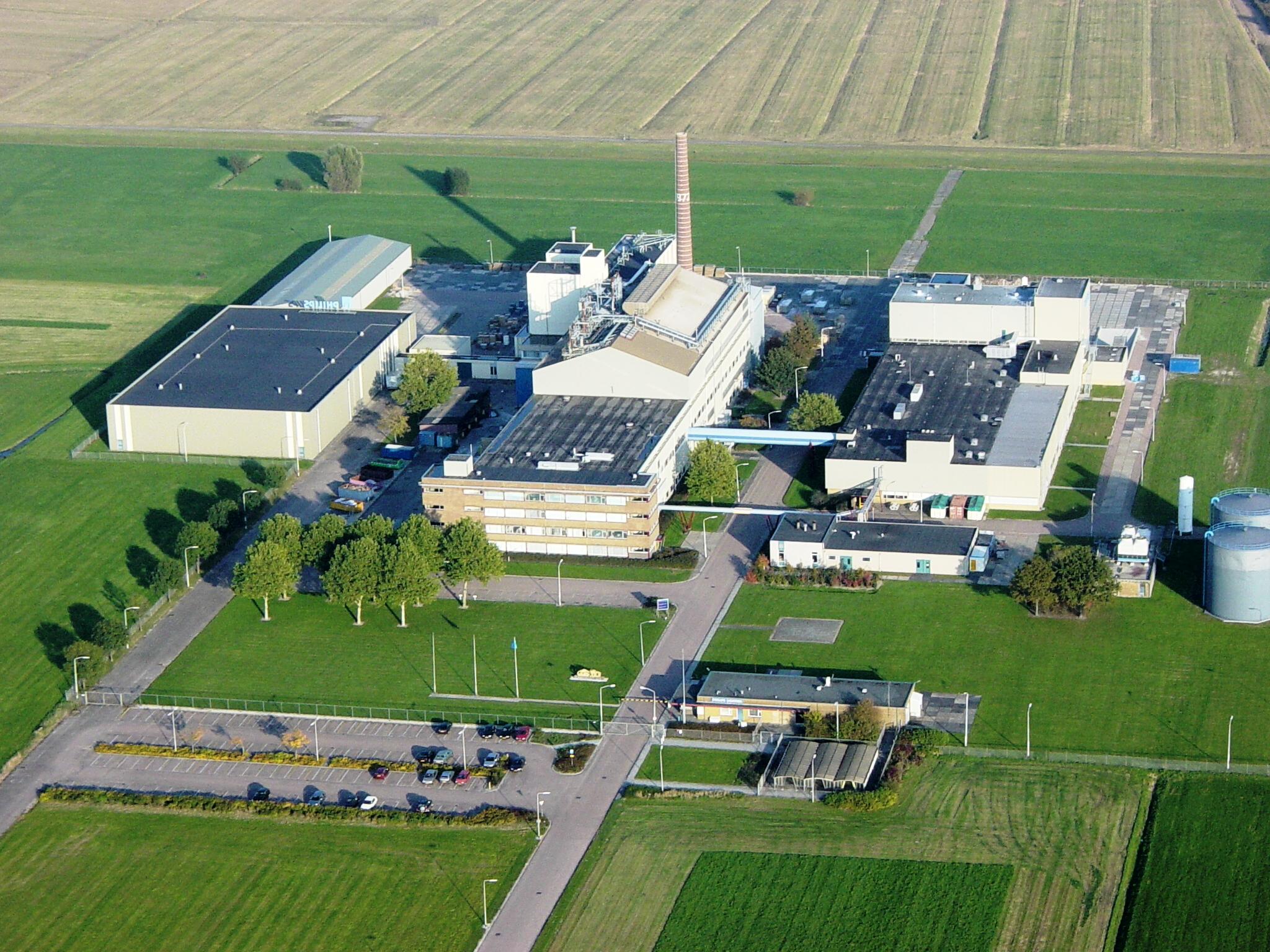
Philips-vestiging in Winschoten (2003)

- 1972 - Start van de productie van beeldbuizen. Er wordt beloofd dat er op termijn werkgelegenheid zal zijn voor 700 man personeel.
- 1978 - Crisis, er circuleren berichten dat de fabriek, met dan 450 man personeel, op korte termijn zal sluiten.
- 1980 - Stop productie van beeldbuizen. Start met de productie van speciale glazen en kwartsglas voor diverse lampen (halogeenlampen, autolampen en speciale tl-lampen).
- 1991 - Sanering, 54 banen weg.
- 1999 - Sanering, van 350 naar 300 man.
- 2003 (medio) - Plannen voor samenwerking met een bedrijf in China lekken uit.
- 2004 (eind) - Door een reorganisatie verdwijnen 50 banen.
- 2007 (november) - Amper een maand na overleg met de nieuwe Amerikaans vestigingsdirecteur worden de vakbonden overdonderd door de mededeling van de hoofddirectie dat de vestiging Winschoten zal worden verkocht. De vakbonden vrezen voor gedwongen ontslagen onder de 230 werknemers.
- 2007 (december) - Op 10 december wordt bekendgemaakt dat de nabewerking wordt verplaatst naar Pila in Polen, hierdoor zullen 15 banen verdwijnen. Om verder de kosten te reduceren verdwijnen verder 35 banen bij het indirecte personeel.
- 2009 - De vestiging Winschoten is onderdeel van Philips Lighting en gespecialiseerd in kwarts- en speciale glassoorten en glaskorrels
- 2010 - Philips maakt bekend dat de voorgenomen verkoop van de vestiging in Winschoten van de baan is.
- 2011 - Er wordt fors geïnvesteerd in een nieuwe kwartglasoven.[3]
- 2016 - Personeel wordt ingelicht over op handen zijnde verkoop van de vestiging aan het Duitse Qsil.
- 2024 - Qsil sluit de fabriek per 1 augustus.
- 2025 - Begin van de sloop van het complex.

## Emmen
- 2011 - Philips neemt de complete Spaanse Indal Groep over. Daaronder valt ook Industria Technische verlichting in Emmen, dat gespecialiseerd is in het maken van straatverlichting, tunnelverlichting en assimilatieverlichting. Tegenwoordig gaat deze Drentse fabriek als Philips Lighting Emmen door het leven.
- 2014 - Op 8 december wordt bekendgemaakt dat Philips de vestiging in Emmen, amper twee jaar na de werkelijke overname, per 30 september 2016 gaat sluiten.
- 2015 - Er is een Taskforce opgericht, er wordt gekeken naar de noodzaak van het sluiten van de fabriek. Bernard Wientjes zal de taskforce gaan leiden, zijn doel is het openhouden van de vestiging.
- 2015 - Van de zeven bedrijven die interesse toonden in de fabriek is er in november nog één bedrijf over dat de fabriek kan overnemen, Philips is nog in onderhandeling met het bedrijf.
- 2015 - Op 11 december, precies een jaar na aankondiging van sluiting, wordt bekendgemaakt dat het bedrijf niet wordt overgenomen. Wel komen er twee nieuwe bedrijven in het pand die onder andere ook verlichtingsarmaturen zullen gaan maken, deze twee bedrijven zijn beide onderdeel van Chezz partners. Het is de bedoeling een deel van het Philipspersoneel over te nemen.[4]
- 2016 - Per 31 december valt definitief het doek. Chezz Partners begint in januari 2017 in het pand de bedrijven Technologies Added en Sustainder. 14 van de 250 voormalig Philips medewerkers kunnen vanaf de start in de fabriek aan het werk. Het is de bedoeling dat na 2,5 jaar er meer mensen aan het werk zullen zijn dan de 250 mensen die er in de tijd van Philips aan het werk waren. Chezz Partners wil wat dat betreft terug naar hoe het was in de tijd dat de fabriek nog onderdeel van Indal was en er vaak 400 tot 450 mensen aan het werk waren. (In 2025 was de verwachting van Chezz Partners nog steeds niet waargemaakt en werkten er niet veel mensen. Ook de belofte dat oud-Indal/Philips-medewerkers voorrang kregen op een baan aldaar was niet waargemaakt.)

## Stadskanaal
- 1955 - PTI (Philips Telecommunicatie Industrie) opent in Stadskanaal een nieuwe vestiging voor de fabricage van relais en kabelbomen, voor telefooncentrales. [5]
- 1959 - Na de bestedingsbeperkingen bij de PTT, loopt de verkoop van telefooncentrales terug. De fabriek wordt overgenomen door de Hoofdindustriegroep Electronenbuizen. Start van de productie van beeldbuizen, later ook halfgeleiders, belofte van 4000 personeelsleden.
- 1978 - Sanering van ruim 3000 naar 2100 werknemers.
- 1979 - Einde van de productie van beeldbuizen.
- 1980 - 850 banen, in de volgende jaren een langzame groei naar 1050.
- 2000 - Sanering en verhuizing van een deel van de productie naar LG.PHILIPS Displays.
- 2003 - Er wordt een poging gedaan de vestiging met 270 personeelsleden te verkopen aan het Duitse Platin-Q. De transactie mislukt.
- 2004 - De sluiting van de vestiging is definitief. Het werk verhuist naar China. 250 mensen verliezen hun baan. Zo'n 50 to 60 personen houden voorlopig een vaste baan.
- 2006 - Op 1 juli wordt de fabriek van LG.PHILIPS Displays in Stadskanaal definitief gesloten en verplaatst naar China. Tien oud-werknemers vinden werk bij het nieuwe bedrijf "Glass Seals" dat uit LG.PHILIPS Displays ontstaat. Begin september meldt het CWI dat nagenoeg alle oud-werknemers nieuw werk hebben gevonden.
- 2006 - Op 31 december sluit Philips definitief de deuren in Stadskanaal. De laatste 7 vaste medewerkers gaan één dag voor kerstmis voor het laatst door de poort naar buiten.

## Trivia
- Philips heeft door de grote vraag naar werknemers ook een grote bijdrage geleverd aan de sociale woningbouw in Drachten. Zo werd voor Philips veel gebouwd in de wijk Noordoost. Daarnaast bouwde Philips ook zelf in de wijken De Bouwen, De Swetten en De Singels (onder andere aan de Lavermanstraat).[2]
- Mede dankzij Philips kreeg Stadskanaal het 'Theater Geert Teis', het 'Refaja Ziekenhuis' en een nieuwe woonwijk.